# Río Taburiente
Río Taburiente är ett periodiskt vattendrag i Spanien.   Det ligger i regionen Kanarieöarna, i den sydvästra delen av landet, 1 800 km sydväst om huvudstaden Madrid. Río Taburiente ligger på ön Isla de La Palma.